# Capcom Classics Collection
Capcom Classics Collection è una serie di videogiochi creata da Capcom.
Il primo videogioco della serie, indicato anche con il titolo europeo Capcom Classics Collection Volume 1, è stato pubblicato nel 2005 per PlayStation 2 e Xbox. Il gioco presenta 22 giochi creati dalla software house giapponese, tra cui alcuni storici videogiochi inclusi nella raccolta Capcom Generations, distribuita per PlayStation e Sega Saturn.
Del gioco è stato realizzato un seguito contenente 20 diversi titoli, due conversioni per PlayStation Portable denominate Capcom Classics Collection: Remixed e Capcom Classics Collection Reloaded e una raccolta per Game Boy Advance dal titolo Capcom Classics: Mini Mix.